# Гольф-Жюан
Пляж «Гольф-Жюан» (фр. Golfe-Juan) принадлежит коммуне Валлорис, расположенной на Лазурном Берегу на юго-востоке Франции в регионе Прованс — Альпы — Лазурный берег, департамент Приморские Альпы, округ Грас, кантон Антиб-1.

## Транспорт
Железнодорожный вокзал расположен на территории коммуны Валлорис.

## Достопримечательности

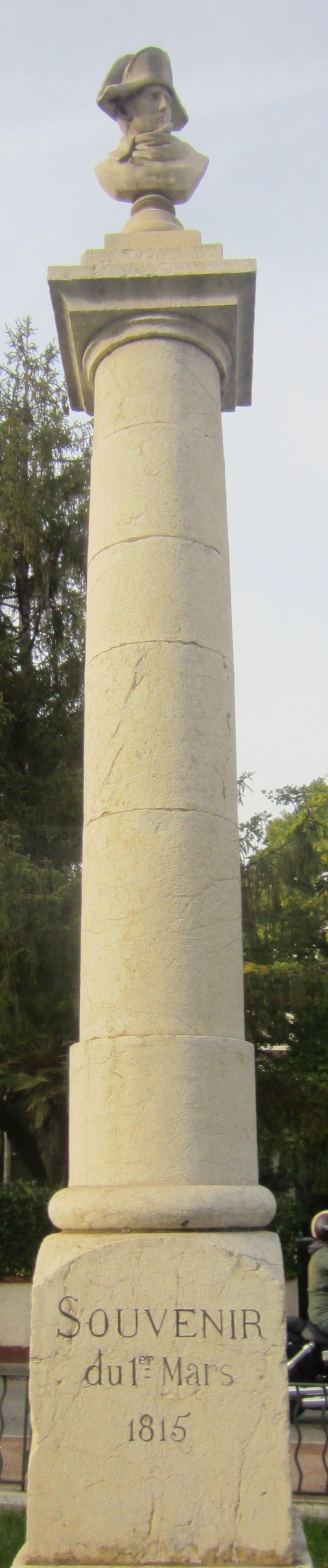
Памятник Наполеону I

1 марта 1815 года в три часа дня, Наполеон Бонапарт высадился в небольшой бухте Гольф-Жюан в сопровождении небольшого войска (от 600 до 1200 мужчин-единомышленников), вырвавшись из заточения (изгнания) на острове Эльба. Прибывшая таможенная стража только приветствовала императора. Последовавшее за этим возвращение в Париж и очередная военная кампания Наполеона (которая закончилась окончательным поражением в битве при Ватерлоо) стали известны как «сто дней».

## Также

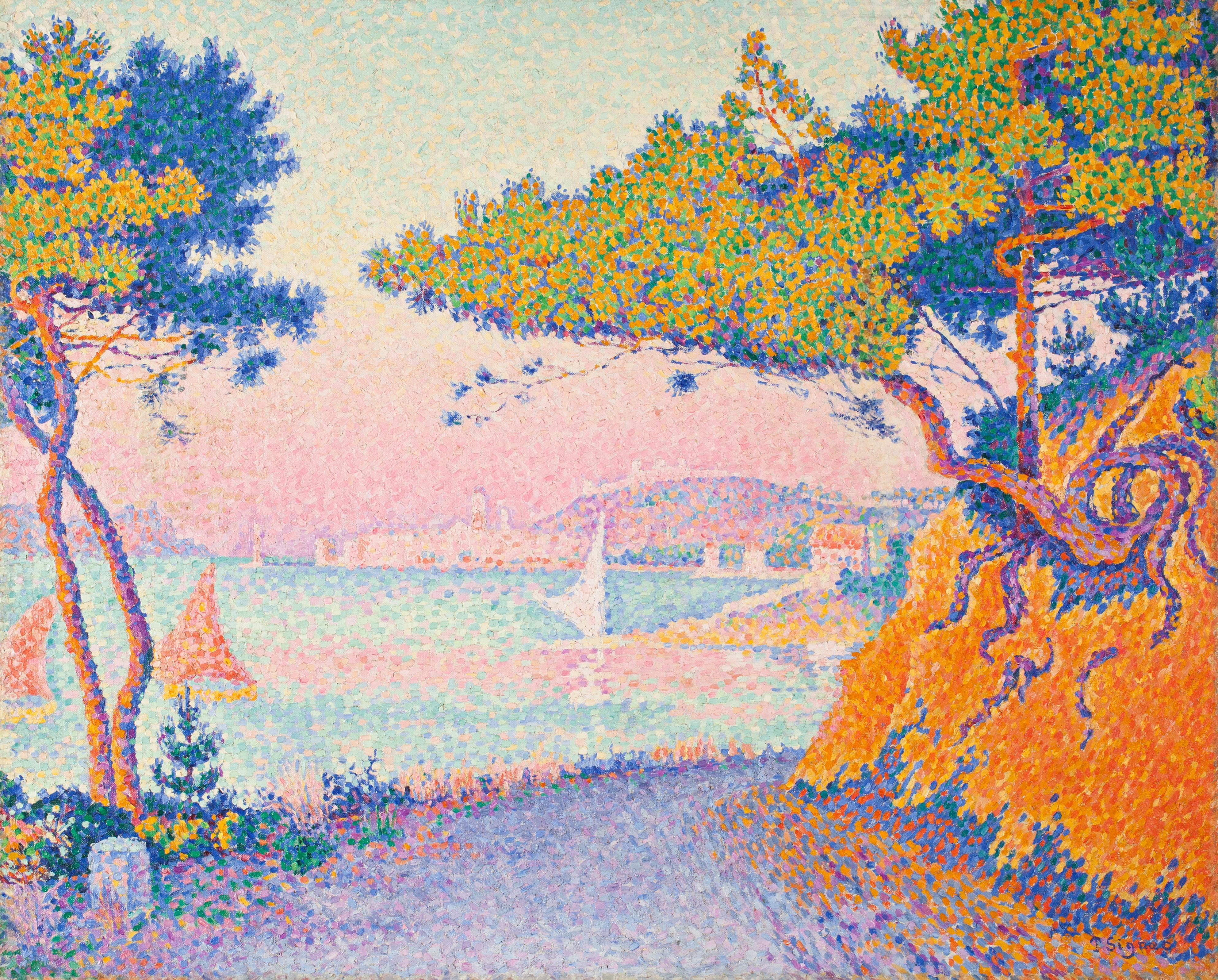
Картина «Гольф Жюан», Поль Синьяк (1896).

«Гольф Жюан» — название картины, написанной в 1896 году в стиле пуантилизма французским неоимпрессионистом Полем Синьяком (1863—1935).